# Xysticus grallator
Xysticus grallator är en spindelart som beskrevs av Simon 1932. Xysticus grallator ingår i släktet Xysticus och familjen krabbspindlar. Inga underarter finns listade i Catalogue of Life.